# هنري ديمان
هنري ديمان (بالفرنسية: Henri de Man)‏ سياسي اشتراكي بلجيكي ولد في أنتويرب في بلجيكا عام 1885، اشتغل بالصحافة في ألمانيا. ذهب إلى أمريكا وطرد عاد إلى ألمانيا وأصبح أستاذًا في فرانكفورت ولعب دورًا مهما في مفاوضات استسلام الجيش البلجيكي. وتوفي في سويسرا عام 1953.

## روابط خارجية
- هنري ديمان على موقع الموسوعة البريطانية (الإنجليزية)
- هنري ديمان على موقع مونزينجر (الألمانية)